# Kolín
Kolín là một thị trấn thuộc huyện Kolín, vùng Středočeský, Cộng hòa Séc.